# Be Thankful for What You Got
Be Thankful for What You Got ist ein Soulsong, der von William DeVaughn geschrieben und eingesungen wurde. Die Platte verkaufte sich nach der Veröffentlichung im Frühjahr 1974 fast zwei Millionen Mal und erreichte Platz 1 der US-amerikanischen R&B-Charts sowie Platz 4 der Billboard Hot 100. 2021 listete der Rolling Stone die Nummer auf Platz 374 der 500 Greatest Songs of All Time. Bekannt ist das Lied auch für die Zeile „Diamond in the back, sunroof top, diggin’ the scene with a gangsta lean“, die im Hip-Hop oft zitiert und variiert wurde.

## Entstehung
Der Regierungsangestellte William DeVaughn aus Washington, D.C., fuhr mit seiner Komposition eigens nach Philadelphia, um sie gegen Bezahlung von 900 US-Dollar bei Omega Sound, einem Pay-to-Play-Studio, aufzunehmen. Der Chef der Firma erkannte das Potenzial der Komposition und heuerte den Produzenten John Davis an, der eine professionelle Aufnahme erstellte. Hierzu wurden die Profimusiker Larry Washington (Congas), Ronnie Baker (E-Bass), Earl Young (Schlagzeug) und Norman Harris (Gitarre) von der Studioband MFSB, die für den ortstypischen Phillysound bekannt ist, engagiert. DeVaughn intoniert mit seiner hohen Tenorstimme einen Text, der weltlichen Statussymbolen wie einem Cadillac mit Schiebedach („sunroof top“) und Weißwandreifen („Gangsta whitewalls“) eine Absage erteilt. Stattdessen fordert er von seinen Zuhörern Dankbarkeit und Selbstvertrauen ein („You may not have a car at all but you can still stand tall“).
Die fertige Aufnahme wurde anschließend an das Independent-Label Chelsea Records bzw. deren auf Soul und R&B spezialisiertes Sublabel Roxbury Records verkauft. Das Lied wurde wegen seiner Länge von sieben Minuten in zwei Teile geteilt (Parts 1 & 2) und als Single veröffentlicht. Die Single, die im Klang an Curtis Mayfield erinnert und ihm fälschlicherweise oft zugeschrieben wird, entwickelte sich schnell zu einem Hit und wurde auch das Titelstück des folgenden Albums. 1980 nahm William DeVaughn eine zweite Version für sein Album Figures Can’t Calculate auf.

## Rezeption

### Bestenlisten
2021 listete es der Rolling Stone auf Platz 374 der 500 besten Songs aller Zeiten.

### Charts und Chartplatzierungen
| ChartsChartplatzierungen       | Höchstplatzierung | Wochen |
| ------------------------------ | ----------------- | ------ |
| Vereinigtes Königreich (OCC)   | 10 (31 Wo.)       | 31     |
| Vereinigte Staaten (Billboard) | 4 (18 Wo.)        | 18     |

## Coverversionen
Das Soulstück erfreute sich rasch großer Beliebtheit und wurde noch im selben Jahr von der Phillysound-Gesangsgruppe The Intruders für das Album Energy of Love gecovert. Es folgte die kalifornische Band Love mit einer Version auf dem Album Reel to Real (1975). Es schlossen sich mehrere Coverversionen aus dem Reggae-Bereich an, so zum Beispiel die von Lee Perry produzierte Single Be Thankful von Bunny „Rugs“ Clarke (1975). Deren B-Seite enthält mit Dubbing in the Back Seat eine Dub-Version von den Upsetters. Andere Reggaeversionen stammen von Don Carlos (1975), One Blood (1979) und Winston Curtis (1984). Der Organist Jackie Mittoo nannte seine Instrumentalversion A Big Car. Eine weitere Coverversion kommt von der US-amerikanischen Indie-Band Yo La Tengo und ist auf deren EP Little Honda von 1998 enthalten.

### Massive-Attack-Cover
Die Band Massive Attack aus Bristol nahm den Song unter dem leicht veränderten Titel Be Thankful for What You’ve Got auf und veröffentlichte ihn 1991 auf dem Debütalbum Blue Lines. Im selben Jahr wurde eine Promo-Single mit verschiedenen Mixen des Songs ausgekoppelt. Im Folgejahr erschien ein Remix von Paul Oakenfold auf ihrer Massive Attack EP. Diese Coverversion verhalf dem Track zu neuer Popularität in der Clubkultur. Für den Song wurde ein Musikvideo produziert.

### Hip-Hop-Samples
Be Thankful for What You Got wurde häufiger von Rappern rezipiert, die die Zeile „Diamond in the back, sunroof top, diggin’ the scene with a gangsta lean“ aufgriffen und in veränderter Form verwendeten. Schon Sylvia Robinson hatte diese Zeile 1974 aufgegriffen und in ihrem für Shirley Goodman geschriebenen Discotitel Shame, Shame, Shame (Shame on You) zu „Got my sunroof down, got my diamond in the back“ umformuliert. Das Hip-Hop-Trio De La Soul hat die Zeile gleich zweimal verarbeitet. In Keepin’ the Faith (auf De La Soul Is Dead) heißt es: „Diamond in the back, sunroof top, waiting for the credit card so she can go and shop“, und in dem Song Brakes (auf der LP Stakes Is High, 1996) heißt es: „Diamonds on your wrist, sunroof top, but niggas out front makin’ guns go pop.“
Bei Outkast lautet die Zeile in West Savannah (1998): „Nine in my hand, ounce in my crotch, diggin’ the scene with a gangsta slouch.“
Der Rapper Ludacris machte Samples aus Be Thankful for What You Got zur Grundlage seines Songs Diamond in the Back (2004). Dabei verwendete er die Zeile „Diamond in the back, sunroof top, diggin’ the scene with a gangsta lean“ unverändert, verkehrte aber die ursprüngliche Kritik am Konsumismus durch ein eingeschobenes „I wanna (diamond in the back), I wanna (sunroof top), I wanna (diggin’ the scene with a gangsta lean)“ ins Gegenteil.